# Satiričko kazalište Kerempuh
Gradsko Satiričko kazalište Kerempuh u Zagrebu osnovano je 1964. godine kao Satirički kabaret Jazavac. Od 1994. godine kazalište nosi današnje ime. Ističe se s 300 odigranih predstava godišnje, te ukupno preko 200 premijera i preko 20.000 predstava koje je pogledalo preko 6.600.000 ljudi, kao i brojnim priznanjima i nagradama.

## Povijest

### Rana povijest
1964. otvorio se Jazavac, kao satirički kabaret, koji se kroz desetljeća razvija u jedino satiričko kazalište u Hrvatskoj, a među izvođačima su bili slavni glumci toga vremena: Tito Strozzi, Aco Binički, Dejan Dubajić, August Cilić i mnogi drugi.
Po završetku Drugog svjetskog rata nazvan Kerempuhovo vedro kazalište, s programom kratkih igrokaza, komičnih baleta i Kerempuhove konferanse u Domu Sindikata (danas klub Tvornica). Zahvaljujući uspjehu (izvedeno je 50 predstava u sklopu tri programa), Kerempuhovo se vedro kazalište preimenuje u Kazalište Komedija i seli se na Kaptol.
Današnji Kerempuh otvara svoja vrata 25. ožujka 1964. i etablira naporima osnivača, svestranog redatelja, komediografa, slikara i novinara Fadila Hadžića. Pojašnjavajući porijeklo upečatljivog imena novoosnovanoga teatra, Hadžić se našalio: “U jednom slabom trenutku Ideologije, ili samo zato da me se riješe, za novo sam satiričko kazalište dobio “vizu” i minimalna sredstva, šaku kukuruza, pa je vjerojatno teatar i dobio ime – Jazavac.”
Ozbiljan razvoj Jazavca nastaje uz glumački ansambl (posuđeni glumci iz institucionalnih kazališta): Branka Strmac, Đurđa Ivezić, Ivo Kadić, Ivo Serdar, Špiro Guberina, Boris Pavlinić i Boris Festini, a zatim prvi vlastiti ansambl: Mladen Crnobrnja – Gumbek, Bane Petrović, Maja Zaninović, Drago Bahun, Martin Sagner, Olgica Pivac i Đuro Utješanović...no ipak se naknadno bez podrške zatvara.
Novi Varijete u Ilici zahvaća financijska kriza, pa Jazavac preuzima Varijeteovo tehničko osoblje i glumce, a pritom se useljava u dvoranu s 500 sjedala u centru Zagreba. Jazavac se obogaćuje novim sadržajima i žanrovima, satira se i humor podižu na ozbiljniju razinu, a ansambl proširuje. U Draškovićevoj se stoga otvara Vidra, i pokreće Noćna scena u predvorju dvorane u Ilici koja funkcionira kao nostalgična posveta ishodišnom žanru – kabaretu. 1976., Fadil Hadžić organizira festival Dani satire, koji danas nosi njegovo ime.

### Novija povijest
Ravnatelja Fadila Hadžića 1982. godine nasljeđuje novi ravnatelj Duško Ljuština, iz Centra za kulturnu djelatnost omladine, tad žarištem neovisne kazalište scene u tadašnjoj Jugoslaviji. Renomirani redatelji: Kosta Spaić, Georgij Paro, Miro Međimorec, Božidar Violić, Petar Veček, Ljubiša Ristić, Dušan Jovanović, Tomislav Durbešić, Dejan Mijač i Paolo Magelli, čine Jazavac sve prestižnijim mjestom u kontekstu hrvatskoga kazališta. Izmijenio se stav prema “manje vrijednom zabavljačkom teatru”, a Satiričko je kazalište Jazavac postalo poželjnim a zgrada se adaptira.
Za vrijeme Domovinskog rata izvodi se hit predstava Pišem ti pismo da skupa više nismo autora Fadila Hadžića tj. alter-ega Zorana Zeca u režiji Roberta Raponje koja premašuje brojem izvedbi sve ostale zajedno. Popularna predstava Spikom na spiku s imitacijama poznatih ličnosti (uključujući Josipa Broza Tita i Franje Tuđmana), privukla je i predsjednika. Dobro došli u plavi pakao Borivoja Radakovića u režiji Petra Večeka izazvala je kontroverze u državnom vrhu, baveći se navijačima Dinama koji su se uključili u prosvjede i pobune kao obožavatelji hit predstave.
1994. pod utjecajem politike u Skupštini Grada Zagreba izglasana promjena Satiričkog kazališta Jazavac u Satiričko kazalište Kerempuh,. U Kerempuhu su se stoga afirmirali: Borivoj Radaković, Ante Tomić i Boris Svrtan, te Tarik Filipović i Rene Bitorajac. Ojačao se repertoar inovativnim uprizorenjima poput Balenovićevih Metastaza ili Bure baruta Dejana Dukovskog. U 2000-ima režiraju: Aleksandar Popovski, Vito Taufer, Dino Mustafić, Paolo Magelli, Oliver Frljić, Bobo Jelčić, Krešimir Dolenčić, Vinko Brešan i brojni drugi.
Nakon punih 35 godina rada, Duško Ljuština odlazi u mirovinu, čime će postati zapamćen kao najdugovječniji kazališni ravnatelj u svjetskoj povijesti kazališta, a nasljeđuje ga Roman Šušković-Stipanović, iz Kazališta Trešnja. 

## Ustroj

### Glumci
Nova web stranica s trenutnim ansamblom https://kazalistekerempuh.hr/ansambl/
2020. ansambl
Dramske prvakinje i prvaci: Nina Erak-Svrtan, Elizabeta Kukić, Željko Königsknecht, Vilim Matula, Borko Perić.
Glumice i glumci: Mia Anočić-Valentić, Linda Begonja, Mia Begović, Josip Brakus, Ines Bojanić, Velimir Čokljat, Dražen Čuček, Filip Detelić, Tarik Filipović, Hrvoje Kečkeš, Marko Makovičić, Ana Haras Harmander, Anita Matić Delić, Vedran Mlikota, Karlo Mlinar, Ozren Opačić, Luka Petrušić, Damir Poljičak, Maja Posavec, Matija Šakoronja, Branka Trlin, Mirela Videk Hranjec, Ornela Vištica
2012./2013. ansambl
Linda Begonja, Mia Begović, Velimir Čokljat, Ivan Đuričić, Jadranka Elezović, Nina Erak-Svrtan, Tarik Filipović, Hrvoje Kečkeš, Željko Königsknecht, Elizabeta Kukić, Anita Matić Delić, Ana Maras Harmander, Mario Mirković, Borko Perić, Maja Posavec, Luka Petrušić, Rakan Rushaidat, Branka Trlin, Kostadinka Velkovska, Edo Vujić

### Predstave
Nova web stranica s popisom svih predstava do 2019. https://kazalistekerempuh.hr/o-kazalistu/arhiva-predstava/

#### 2012./2013. Premijere
- Branislav Nušić: "Gospođa ministarka" r: Oliver Frljić
- Cabaret CHISHCHE LISHCHE
- V. Đurđević: "Ne igraj na Engleze" r: Vinko Brešan
- Mate Matišić: "Svećenikova djeca" r: Mario Kovač

#### Neke od ranijih predstava
- Ivo Balenović, Metastaze (režija Boris Svrtan)
- Ante Tomić: "Čudo u Poskokovoj dragi" r: Krešimir Dolenčić
- Fadil Hadžić: "Prevaranti" r: Georgij Paro
- René Bitorajac/Tarik Filipović/Zoran Lazić: "Spektakluk" r: René Bitorajac, Tarik Filipović
- N. V. Gogolj: "Mrtve duše" r: Dražen Ferenčina
- D. Kovačević: "Profesionalac" r: Bogdan Diklić /Satiričko kazalište “Kerempuh” u suradnji s Kazališnom družinom “Glumci u Zagvozdu”/
- J. Poiret: "Krletka" r: Krešimir Dolenčić[3]

### Scena Vidra
Scena Vidra druga je scena kazališta Kerempuh.

## Vanjske poveznice
Mrežna mjesta
- Gradsko satiričko kazalište Kerempuh, službeno mrežno mjesto
- Scena Vidra  Arhivirana inačica izvorne stranice od 6. svibnja 2021. (Wayback Machine), službeno mrežno mjesto